# Prace (district de Brno-Campagne)
Pour les articles homonymes, voir Prace.
Prace (en allemand : Pratzen) est une commune du district de Brno-Campagne, dans la région de Moravie-du-Sud, en République tchèque. Sa population s'élevait à 938 habitants en 2020.

## Géographie
Prace se trouve à 14 km au sud-est du centre de Brno et à 198 km au sud-est de Prague.
La commune est limitée par Ponětovice et Jiříkovice au nord, par Zbýšov à l'est, par Hostěrádky-Rešov et Sokolnice au sud, et par Kobylnice à l'ouest.

## Histoire
La première mention écrite de la localité date de 1368. La bataille d'Austerlitz (2 décembre 1805) se déroula en partie sur le territoire de la commune. Un monument a été érigé entre 1909 et 1911 sur une colline, le Tertre de la Paix.